# Elecciones legislativas de El Salvador de 2000
Las elecciones legislativas de la República de El Salvador de 2000 se llevaron a cabo el domingo 12 de marzo de 2000, son las terceras de su tipo desde la firma de los Acuerdos de Paz de 1992 y las séptimas desde la promulgación de la Constitución de la República de 1983; en ellas se eligieron a 84 diputados a la Asamblea Legislativa, la institución constituyente del Órgano Legislativo y a 20 diputados al Parlacen. La elección se celebró simultáneamente con las elecciones municipales y al parlamento centroamericano en todo el país.

## Resultados Legislativos

### San Salvador
|  | 44.81 % |

|  | 36.13 % |

|  | 7.35 % |

|  | 3.30 % |

|  | 3.20 % |

|  | 2.19 % |

|  | 1.87 % |

|  | 0.89 % |

|  | 0.26 % |

|  | 38.41 % |

Diputados electos
| N.º | Diputado propietario                        | Diputado suplente                        | Partido | Partido |
| --- | ------------------------------------------- | ---------------------------------------- | ------- | ------- |
| 1   | Schafik Jorge Handal                        | José Fabio Castillo                      |         | FMLN    |
| 2   | Rosario del Carmen Acosta de Aldana         | Manuel de Jesús Rivas Renderos           |         | FMLN    |
| 3   | Medardo González                            | Zoila Beatriz Quijada Solís              |         | FMLN    |
| 4   | José Ascensión Marinero Cáceres             | Miriam Margarita Guillén de Córdova      |         | FMLN    |
| 5   | Llian Coto viuda de Cuéllar                 | René Oswaldo Maldonado Marroquín         |         | FMLN    |
| 6   | Nelson Edgardo Ávalos                       | Antonio Echeverría Vélis                 |         | FMLN    |
| 7   | Elvia Violeta Menjívar Escalante            | Óscar Esteban Mancía Cueva               |         | FMLN    |
| 8   | Julio Antonio Gamero Quintanilla            | Francia "Nadine" Brevé                   |         | ARENA   |
| 9   | Gerardo "Suvillaga" Antonio González García | Elmer Roberto Charlaix Urquilla          |         | ARENA   |
| 10  | Rodrigo Ávila Avilés                        | Enrique Alberto Luis Valdez Soto         |         | ARENA   |
| 11  | René Mario Figueroa Figueroa                | Ernesto Antonio Angulo Milla             |         | ARENA   |
| 12  | Norman Noel Quijano González                | Pedro Osmín Barrera Bonilla              |         | ARENA   |
| 13  | Guillermo Antonio Gallegos Navarrete        | Manuel Ernesto Antonio Iraheta Escalante |         | ARENA   |
| 14  | Jorge Alberto Villacorta Muñoz              | Mario Vinicio Peñate Cruz                |         | CDU     |
| 15  | Agustín Díaz Saravia                        | Juana Isolina Alas de Marín              |         | PDC     |
| 16  | Segundo Alejandro Dagoberto Marroquín       | Francisco Eduardo Flores Zeledón         |         | PCN     |

### Santa Ana
|  | 37.46 % |

|  | 31.14 % |

|  | 8.29 % |

|  | 7.40 % |

|  | 6.46 % |

|  | 4.68 % |

|  | 3.46 % |

|  | 0.84 % |

|  | 0.28 % |

|  | 34.44 % |

Diputados electos
| N.º | Diputado propietario             | Diputado suplente              | Partido | Partido |
| --- | -------------------------------- | ------------------------------ | ------- | ------- |
| 1   | Juan Duch Martínez               | Alba Teresa González de Dueñas |         | ARENA   |
| 2   | Juan Miguel Bolaños Torres       | Rigoberto Trinidad Aguilar     |         | ARENA   |
| 3   | Nelson Napoleón García Rodríguez | Luis Alberto Corvera Rivas     |         | FMLN    |
| 4   | Juan Mauricio Estrada Linares    | Fredy Roberto Castro           |         | FMLN    |
| 5   | Horacio Humberto Ríos Orellana   | William Eliú Martínez          |         | PAN     |
| 6   | David Humberto Trejo             | Jesús Guillermo Pérez Zarco    |         | PDC     |

### San Miguel
|  | 31.64 % |

|  | 30.23 % |

|  | 21.95 % |

|  | 6.93 % |

|  | 3.98 % |

|  | 2.55 % |

|  | 1.65 % |

|  | 0.85 % |

|  | 0.22 % |

|  | 36.14 % |

Diputados electos
| N.º | Diputado propietario                    | Diputado suplente              | Partido | Partido |
| --- | --------------------------------------- | ------------------------------ | ------- | ------- |
| 1   | Joaquín Edilberto Iraheta               | Paolo Enrico Rodríguez Belluci |         | ARENA   |
| 2   | Martín Francisco Antonio Zaldívar Vides | José Gregorio Parada Hernández |         | ARENA   |
| 3   | José Ebanán Quintanilla Gómez           | María Martha Calles de Penado  |         | FMLN    |
| 4   | José María Portillo                     | Manuel Dolores Quintanilla     |         | FMLN    |
| 5   | Mauricio Hernández Pérez                | René Wilfredo Gómez Escobar    |         | PDC     |

### La Libertad
|  | 42.20 % |

|  | 37.23 % |

|  | 5.28 % |

|  | 5.18 % |

|  | 4.22 % |

|  | 3.23 % |

|  | 2.24 % |

|  | 1.10 % |

|  | 0.50 % |

|  | 39.34 % |

Diputados electos
| N.º | Diputado propietario           | Diputado suplente                | Partido | Partido |
| --- | ------------------------------ | -------------------------------- | ------- | ------- |
| 1   | José Mauricio Quinteros Cubías | Manuel Vicente Menjívar Esquivel |         | ARENA   |
| 2   | Osmín López "Escalante"        | Carlos Mauricio Arias            |         | ARENA   |
| 3   | Calixto Mejía Hernández        | Miriam Haydée Zometa Merino      |         | FMLN    |
| 4   | Irma Segunda Amaya Echeverría  | Félix Orellana Orellana          |         | FMLN    |
| 5   | Román Ernesto Guerra Romero    | Manuel Enrique Durán Acevedo     |         | PCN     |

### Usulután
|  | 35.94 % |

|  | 33.87 % |

|  | 15.57 % |

|  | 6.18 % |

|  | 3.73 % |

|  | 2.05 % |

|  | 1.51 % |

|  | 0.79 % |

|  | 0.35 % |

|  | 38.43 % |

Diputados electos
| N.º | Diputado propietario             | Diputado suplente              | Partido | Partido |
| --- | -------------------------------- | ------------------------------ | ------- | ------- |
| 1   | Miguel Ángel Navarrete Navarrete | Herberth Néstor Menjívar Amaya |         | FMLN    |
| 2   | Cristóbal Rafael Benavides       | Dora del Carmen del Cid        |         | FMLN    |
| 3   | Nelson Funes                     | José Amilcar Arévalo Flores    |         | ARENA   |
| 4   | José Rafael Machuca Zelaya       | Óscar Edgardo Velásquez        |         | PCN     |

### Sonsonate
|  | 33.37 % |

|  | 30.98 % |

|  | 10.49 % |

|  | 9.47 % |

|  | 6.34 % |

|  | 5.91 % |

|  | 1.37 % |

|  | 1.16 % |

|  | 0.91 % |

|  | 38.66 % |

Diputados electos
| N.º | Diputado propietario              | Diputado suplente               | Partido | Partido |
| --- | --------------------------------- | ------------------------------- | ------- | ------- |
| 1   | Carlos Alfredo Castaneda Magaña   | Dumercy Antonio Juárez González |         | FMLN    |
| 2   | Héctor Nazario Salaverría Mathies | Alfredo Arbizú Zelaya           |         | ARENA   |
| 3   | Rafael Edgardo Arévalo Pérez      | Hugo Antonio Fuentes            |         | CDU     |
| 4   | José Antonio Almendáriz Rivas     | Victoria Rosario Ruiz de Amaya  |         | PCN     |

### La Unión
|  | 39.65 % |

|  | 24.18 % |

|  | 15.48 % |

|  | 14.63 % |

|  | 4.06 % |

|  | 1.03 % |

|  | 0.72 % |

|  | 0.13 % |

|  | 0.13 % |

|  | 34.48 % |

Diputados electos
| N.º | Diputado propietario        | Diputado suplente              | Partido | Partido |
| --- | --------------------------- | ------------------------------ | ------- | ------- |
| 1   | Roberto Villatoro           | Manuel de Jesús Gutiérrez      |         | ARENA   |
| 2   | Elizardo González Lovo      | Rafael Antonio Ruiz Ventura    |         | PCN     |
| 3   | Juan Ángel Álvarado Álvarez | Balbino Antonio Guevara Zelaya |         | FMLN    |

### La Paz
|  | 33.18 % |

|  | 27.62 % |

|  | 18.93 % |

|  | 12.61 % |

|  | 3.39 % |

|  | 2.11 % |

|  | 1.46 % |

|  | 0.51 % |

|  | 0.17 % |

|  | 41.87 % |

Diputados electos
| N.º | Diputado propietario   | Diputado suplente              | Partido | Partido |
| --- | ---------------------- | ------------------------------ | ------- | ------- |
| 1   | Jesús Grande           | Mario Alberto Tenorio Guerrero |         | ARENA   |
| 2   | David Rodríguez Rivera | María del Carmen Córdova Mejía |         | FMLN    |
| 3   | Rubén Orellana         | Mauricio Enrique Membreño      |         | PCN     |

### Chalatenango
|  | 39.27 % |

|  | 31.44 % |

|  | 9.10 % |

|  | 7.78 % |

|  | 5.80 % |

|  | 3.11 % |

|  | 2.91 % |

|  | 0.40 % |

|  | 0.20 % |

|  | 47.05 % |

Diputados electos
| N.º | Diputado propietario          | Diputado suplente                  | Partido | Partido |
| --- | ----------------------------- | ---------------------------------- | ------- | ------- |
| 1   | Douglas Alejandro Alas García | Fernando de Jesús Gutiérrez Zepeda |         | ARENA   |
| 2   | Manuel Óscar Aparicio Flores  | Marco Tulio Mejía Palma            |         | FMLN    |
| 3   | Noé Orlando González          | Héctor Alfredo Guzmán Alvarenga    |         | PCN     |

### Cuscatlán
|  | 35.53 % |

|  | 29.15 % |

|  | 13.48 % |

|  | 7.12 % |

|  | 5.24 % |

|  | 3.79 % |

|  | 3.37 % |

|  | 2.08 % |

|  | 0.25 % |

|  | 37.74 % |

Diputados electos
| N.º | Diputado propietario         | Diputado suplente                | Partido | Partido |
| --- | ---------------------------- | -------------------------------- | ------- | ------- |
| 1   | William Rizziery Pichinte    | Alberto Armando Romero Rodríguez |         | ARENA   |
| 2   | José Manuel Melgar Henríquez | Silvia Idalia Cartagena Martínez |         | FMLN    |
| 3   | Mario Antonio Ponce López    | Julio Martínez                   |         | PCN     |

### Ahuachapán
|  | 34.52 % |

|  | 31.50 % |

|  | 11.21 % |

|  | 8.45 % |

|  | 7.74 % |

|  | 4.02 % |

|  | 2.12 % |

|  | 0.24 % |

|  | 0.21 % |

|  | 37.74 % |

Diputados electos
| N.º | Diputado propietario            | Diputado suplente                | Partido | Partido |
| --- | ------------------------------- | -------------------------------- | ------- | ------- |
| 1   | Louis Agustín Calderón Cáceres  | Julio César Castaneda Zaldaña    |         | ARENA   |
| 2   | Humberto Centeno Najarro (hijo) | Cesareo Humberto Mendoza Aguirre |         | FMLN    |
| 3   | Carlos Walter Guzmán Coto       | Fausto Enrique Flores Aguirre    |         | PCN     |

### Morazán
|  | 31.02 % |

|  | 23.69 % |

|  | 20.33 % |

|  | 10.71 % |

|  | 9.72 % |

|  | 3.48 % |

|  | 0.60 % |

|  | 0.25 % |

|  | 0.22 % |

|  | 43.89 % |

Diputados electos
| N.º | Diputado propietario         | Diputado suplente               | Partido | Partido |
| --- | ---------------------------- | ------------------------------- | ------- | ------- |
| 1   | Hermes Alcides Flores Molina | Heber Arístides Flores Portillo |         | ARENA   |
| 2   | Jorge Antonio Escobar        | Efigenio Márquez Vigil          |         | FMLN    |
| 3   | Isidro Antonio Caballero     | José Luis Sánchez Portillo      |         | PCN     |

### San Vicente
|  | 38.65 % |

|  | 36.47 % |

|  | 10.14 % |

|  | 6.76 % |

|  | 4.86 % |

|  | 1.96 % |

|  | 0.53 % |

|  | 0.46 % |

|  | 0.16 % |

|  | 39.24 % |

Diputados electos
| N.º | Diputado propietario              | Diputado suplente                     | Partido | Partido |
| --- | --------------------------------- | ------------------------------------- | ------- | ------- |
| 1   | Fabio Balmore Villalobos Membreño | Pablo Parada Andino                   |         | FMLN    |
| 2   | Donato Eugenio Vaquerano Rivas    | Fredesvinda Ana Enma Cornejo de Cañas |         | ARENA   |
| 3   | José Francisco Merino López       | Romeo Gustavo Chiquillo Escobar       |         | PCN     |

### Cabañas
|  | 43.94 % |

|  | 23.20 % |

|  | 15.22 % |

|  | 6.94 % |

|  | 4.46 % |

|  | 2.96 % |

|  | 1.84 % |

|  | 1.22 % |

|  | 0.23 % |

|  | 36.78 % |

Diputados electos
| N.º | Diputado propietario          | Diputado suplente         | Partido | Partido |
| --- | ----------------------------- | ------------------------- | ------- | ------- |
| 1   | Carlos Armando Reyes Ramos    | Wilfredo Iraheta Sanabria |         | ARENA   |
| 2   | Wilber Ernesto Serrano Calles | Miguel Ángel Ayala López  |         | FMLN    |
| 3   | Ciro Cruz Zepeda Peña         | Felipe Alberto Rodríguez  |         | PCN     |

## Resultados al Parlamento Centroamericano
|  | 36.04 % |

|  | 35.22 % |

|  | 8.82 % |

|  | 7.19 % |

|  | 5.38 % |

|  | 3.71 % |

|  | 1.93 % |

|  | 1.29 % |

|  | 0.41 % |

|  | 38.48 % |

Diputados electos
| N.º | Diputado propietario              | Diputado suplente                         | Partido | Partido |
| --- | --------------------------------- | ----------------------------------------- | ------- | ------- |
| 1   | Carmen Elena Calderón de Escalón  | Gabriel Mauricio Gutiérrez Castro         |         | ARENA   |
| 2   | Walter René Araujo Morales        | Teresa Mariela Peña "Pinto"               |         | ARENA   |
| 3   | Carlos Antonio Borja Letona       | Álvaro Gerardo Ramón Martín Escalón Gómez |         | ARENA   |
| 4   | Renato Antonio Pérez              | Olga Elizabeth Ortiz Murillo              |         | ARENA   |
| 5   | Roberto José d'Aubuisson Munguía  | Jorge Alberto Muñoz Navarro               |         | ARENA   |
| 6   | Mauricio López "Parker" y López   | Sául Alfonso Monzón Molina                |         | ARENA   |
| 7   | José Orlando Arévalo              | Juan José Francisco Guerrero Chacón       |         | ARENA   |
| 8   | Salvador Sánchez Cerén            | Coralia Margarita Polh Alvarado           |         | FMLN    |
| 9   | Francisco Alberto Jovel Urquilla  | Gregorio Ernesto Zelayandía               |         | FMLN    |
| 10  | Francisco Roberto Lorenzana Durán | Hugo Molina Rodríguez                     |         | FMLN    |
| 11  | Ileana Argentina Rogel de Rivera  | Juan Francisco Martínez Pérez             |         | FMLN    |
| 12  | Blanca Flor América Bonilla       | Blanca Nohemí Coto Estrada                |         | FMLN    |
| 13  | Vilma Celina García de Monterrosa | Cristóbal de Jesús Barrera Quevedo        |         | FMLN    |
| 14  | Walter Eduardo Durán Martínez     | Sonia Elizabeth Farfán Mata               |         | FMLN    |
| 15  | Rafael Hernán Contreras Rodríguez | Jaime Mauricio Guzmán Morales             |         | PCN     |
| 16  | Julio Eduardo Moreno Niños        | Manuel Alfonso Rodríguez                  |         | PCN     |
| 17  | René Napoleón Aguiluz Carranza    | Gustavo Enrique Parker Soto               |         | PDC     |
| 18  | Alfonso Arístides Alvarenga       | Emilio Guzmán Rodríguez                   |         | PDC     |
| 19  | Juan Ramón Medrano Guzmán         | Carlos Alfredo Castillo                   |         | CDU     |
| 20  | José Tomás Mejía Castillo         | Castillo Abdiel Centi                     |         | PAN     |